# Tweede Kamerverkiezingen 1994/Kandidatenlijst/ADP
De kandidatenlijst voor de Tweede Kamerverkiezingen 1994 van de Algemene Democratische Partij was als volgt:

## De lijst
1. Jan Geschiere - 2.368 stemmen
2. L. Zomer - 1.371
3. A. Westmaas - 77
4. W.J. van den Elsen - 266
5. A.J. Lensen - 72
6. Zw. Stoel - 82
7. J. Zijlstra - 69
8. C.M. van der Burg - 22
9. E. Steenbergen-Lenten - 61
10. J.W. van de Graaf - 39
11. S.A.H. Gloudemans - 56
12. C.H.O. Steenhuis - 32
13. H. Rumph - 34
14. Th.J. de Groote - 29
15. F. Renes-Bruinendael - 36
16. G. Veldman - 23
17. H. Wolting - 22
18. Jan Knapen - 321
19. B. Groote - 20
20. M. de Roode - 54
21. P.A.L. van Santen - 142

CDA · PvdA · VVD · D66 · GroenLinks · SGP · GPV · RPF · Centrumdemocraten · De Nieuwe Partij · PSP'92 · SP · SAP · Natuurwetpartij · PMR · Unie 55+ · SBP · AOV · CP'86 · Libertarische Partij · De Groenen · Vrije Indische Partij · NCPN · ADP · Solidair '93 · Patriottisch Democratisch Appèl